# ويليام غيتاو
ويليام كابوغو غيتاو (بالإنجليزية: William Kabogo Gitau) هو سياسي كيني يشغل منصب وزير المعلومات والاتصالات والاقتصاد الرقمي في جمهورية كينيا. كما يشغل منصب زعيم حزب توجيبيبي واكينيا (Tujibebe Wakenya Party).

## المسيرة السياسية
بدأ كابوغو مسيرته السياسية بفوزه بمقعد مجلس النواب الكيني عن دائرة جوجا عام 2002. وفي انتخابات فرعية عام 2010، وبعد طعن ناجح أمام المحكمة، استعاد المقعد بعد أن هزم جورج ثو من حزب الوحدة الوطنية (PNU)، فيما حل النائب السابق ستيفن نديتشو ثالثًا.
في انتخابات 2013 العامة في كينيا، فاز بمنصب الحاكم الأول لمقاطعة كيامبو. وفي انتخابات 2017، خسر ترشيح حزب اليوبيل لمنصب الحاكم لصالح فرديناند ويتيتو. عقب الخسارة، انسحب من الحزب وخاض الانتخابات مستقلاً، إلا أن ويتيتو فاز بالمقعد.

## السياسات والإنجازات
خلال فترة حكمه لمقاطعة كيامبو (2013–2017)، تبنى كابوغو عدة سياسات وبرامج تنموية، من أبرزها:
- تحسين البنية التحتية للطرق داخل المقاطعة لدعم التجارة والوصول إلى الأسواق.
- إطلاق برامج لدعم المزارعين المحليين من خلال الإرشاد الزراعي وتوفير المدخلات الزراعية.
- تعزيز الأمن المحلي عبر التعاون مع قوات الشرطة والمجتمع المحلي.
- دعم مشاريع الشباب والمرأة من خلال منح وقروض صغيرة لتمويل المشاريع الناشئة[6].

## الجدول الزمني
| السنة | الحدث                                                           |
| ----- | --------------------------------------------------------------- |
| 2002  | فوزه بمقعد البرلمان عن دائرة جوجا.                              |
| 2010  | فوزه في الانتخابات الفرعية واستعادة مقعد جوجا.                  |
| 2013  | انتخابه حاكمًا أول لمقاطعة كيامبو.                               |
| 2017  | خسارته ترشيح حزب اليوبيل لمنصب الحاكم، وخوضه الانتخابات مستقلاً. |
| 2025  | تعيينه وزيرًا للمعلومات والاتصالات والاقتصاد الرقمي.             |